# Jordan Shield Cup
Der Jordan Shield Cup ist ein nationaler jordanischer Fußballwettbewerb, der in der Regel vor Beginn neuen Saison ausgetragen wird. Es nehmen alle Erstligisten an dem Wettbewerb teil. Ausgetragen wird der Wettbewerb vom jordanischen Fußballverband. Der Wettbewerb wurde erstmals im Jahre 1981 ausgetragen.

## Sieger seit 1981
| Jahr | Sieger           | Ergebnis                | Verlierer            | Bemerkung        |
| ---- | ---------------- | ----------------------- | -------------------- | ---------------- |
| 1981 | Al-Jazeera       | 1:1 (n. V.) 8:7 (n. E.) | al-Wihdat            | –                |
| 1982 | al-Wihdat        | 1:1 (n. V.) 5:3 (n. E.) | Amman SC             | –                |
| 1983 | al-Wihdat        | 2:1                     | Al-Ramtha SC         | –                |
| 1984 | Amman SC         | 1=3:1                   | Al-Hussein SC        | –                |
| 1985 | Amman SC         | 1:1 (n. V.) 4:1 (n. E.) | al-Faisaly           | –                |
| 1986 | Al-Jazeera       | 1:1 (n. V.) 5:4 (n. E.) | al-Faisaly           | –                |
| 1987 | al-Faisaly       | 2:0                     | al-Wihdat            | –                |
| 1988 | al-Wihdat        | 2:0                     | Al-Hussein SC        | –                |
| 1989 | Al-Ramtha SC     | 2:2 (n. V.) 5:4 (n. E.) | al-Wihdat            | –                |
| 1990 | Al-Ramtha SC     | 2:1                     | Al-Hussein SC        | –                |
| 1991 | al-Faisaly       | 1:0                     | al-Wihdat            | –                |
| 1992 | al-Faisaly       | 2:0                     | Al-Hussein SC        | –                |
| 1993 | Al-Ramtha SC     | 0:0 (n. V.) 3:2 (n. E.) | Al-Qadisiya          | –                |
| 1994 | Al-Hussein SC    | 2:1                     | al-Faisaly           | –                |
| 1995 | al-Wihdat        | 2:0                     | Al-Jalil SC          | –                |
| 1996 | Al-Ramtha SC     | 2:0                     | Al-Hussein SC        | –                |
| 1997 | al-Faisaly       | 3:2                     | al-Wihdat            | Golden Goal      |
| 1998 | Kufrsoum SC      | 1:0                     | Al-Hussein SC        | –                |
| 1999 | Keine Austragung | Keine Austragung        | Keine Austragung     | Keine Austragung |
| 2000 | al-Faisaly       | 4:0                     | Shabab al-Hussein SC | –                |
| 2001 | Al-Ramtha SC     | 2:1                     | al Buqa'a            | –                |
| 2002 | al-Wihdat        | 2:1                     | al-Faisaly           | –                |
| 2003 | Al-Hussein SC    | 2:1                     | Shabab al-Hussein SC | –                |
| 2004 | al-Wihdat        | 1=:                     | Al-Hussein SC        | –                |
| 2005 | Al-Hussein SC    | 3:1                     | al-Faisaly           | –                |
| 2006 | Al-Yarmouk SC    | 1:0                     | al-Wihdat            | –                |
| 2007 | Shabab al-Ordon  | 0:0 (n. V.) 4:3 (n. E.) | Al-Jazeera           | –                |
| 2008 | al-Wihdat        | 0:0 (n. V.) 5:4 (n. E.) | al Buqa'a            | –                |
| 2009 | al-Faisaly       | 4:0                     | Al-Arabi             | –                |
| 2010 | al-Wihdat        | 2:0                     | Al-Jazeera           | –                |
| 2011 | al-Faisaly       | 1:0                     | Shabab al-Ordon      | –                |
| 2012 | Keine Austragung | Keine Austragung        | Keine Austragung     | Keine Austragung |
| 2013 | Keine Austragung | Keine Austragung        | Keine Austragung     | Keine Austragung |
| 2014 | Keine Austragung | Keine Austragung        | Keine Austragung     | Keine Austragung |
| 2015 | Keine Austragung | Keine Austragung        | Keine Austragung     | Keine Austragung |
| 2016 | Shabab al-Ordon  | 5:1                     | al-Faisaly           | –                |
| 2017 | al-Wihdat        | 2:0                     | Al-Jazeera           | –                |
| 2018 | Keine Austragung | Keine Austragung        | Keine Austragung     | Keine Austragung |
| 2019 | Keine Austragung | Keine Austragung        | Keine Austragung     | Keine Austragung |
| 2020 | al-Wihdat        | 2:1                     | Al-Ramtha SC         | –                |
| 2021 | Al-Jalil SC      | 0:0 (n. V.) 6:5 (n. E.) | al-Wihdat            | –                |
| 2022 | al-Faisaly       | 1:0                     | Al-Ramtha SC         | –                |
| 2023 | al-Faisaly       | Ligasystem              | al-Wihdat            | –                |
| 2024 | Al-Salt SC       | 1:1 4:3 (n. E.)         | al-Wihdat            | –                |